# Naučná stezka Děvín
Naučná stezka Děvín je naučná stezka na Pálavě, spojující Pavlov a Klentnici s vrcholem Děvín. Celková délka NS je cca 11 km a nachází se na ní 15 zastavení. K jejímu otevření došlo v roce 2005. Ačkoliv se první infopanel nachází u Soutěsky blíže ke Klentnici, začnu popis trasy v Pavlově.

## Vedení trasy
Trasa začíná v Pavlově v ulici Na Cimbuří, odkud míří polní cestou mezi vinohrady. U křížku uhýbá doleva a obloukem se dostává na rozcestí Pod Dívčím hradem. Na hrad NS nevede, takže je nutno odbočit na červenou turistickou značku. O kus dál, na rozcestí Dívčí hrad-sedlo, se rozděluje na tři části. První kopíruje modrou značku a po pravém svahu (vrchol nechává vlevo) míří okolo Ludwiczkova pomníčku na rozcestí Nad Soutěskou. Tady se dělí na dvě části – cesta vlevo vede po zelené značce Soutěskou k rozcestí Soutěska-pramen, zatímco cesta vlevo prochází po svahu kopce Obora a okolo pálavských skal s Novým hradem a zříceniny kaple sv. Antonína na rozcestí Perná, kde se napojuje na Vinařskou naučnou stezku Mikulov.
Druhá trasa vede po zelené značce po levém svahu (vrchol nechává vpravo) na rozcestí Soutěska-pramen a dále po červené značce ke kříži, kde napojuje na silnici s Vinařskou naučnou stezkou Mikulov. Třetí trasa následuje červenou turistickou značku, se které prochází téměř přes vrchol Děvína k rozcestí Soutěska-pramen.

## Zastavení
- Ochrana přírody a krajiny
- Teplomilné doubravy
- Skalní stepi
- Historie hradu Děvičky
- Dubohabřiny severovýchodních svahů
- Historie a současnost lesního hospodářství
- Suťové lesy
- Geologická stavba a geomorfologie
- Skály a skalnaté svahy
- Pastviny a jejich údržba
- Invazní rostliny
- Historie a současnost myslivosti
- Člověk v krajině
- Drnové a luční stepi
- Vodní hospodářství pod Pálavou